# هذا ليس دفنا، إنه قيامة
هذا ليس دفنا، إنه قيامة (بالإنجليزية: This Is Not a Burial, It's a Resurrection)‏، هو فيلم دراما ليسوثي صدر سنة 2019، وهُو من إخراج ليموهانغ إرميا موسى وإنتاج مُشترك بين كيت بانسيغرو وإلياس ريبيرو. الفيلم من بطولة طاقم تمثيل مُكون من كُل من ماري توالا ملونغو وجيري موفوكينغ وا وماخاولا نديبيلي وتسيكو موناهينغ وسيفيوي نزيما نتسخي.
اختير الفيلم ليكون الترشيح الرسمي لدولة ليسوتو للتنافس على جائزة الأوسكار لأفضل فيلم دولي في حفل توزيع جوائز الأوسكار الثالث والتسعين، لكنه لم يكن ضمن القائمة النهائية للجائزة. كانت هذه المرة الأولى التي تُرشح فيها ليسوتو فيلما للتنافس ضمن هذه الفئة. حصل الفيلم على آراء إيجابية من النقاد وعُرض في العديد من المهرجانات السينمائية الدولية.

## القصة
تستعد مانتوا، وهي أرملة تبلغ من العمر 80 عامًا، للموت بترتيب تفاصيل جنازتها. إلا أنه تقرر تحويل قريتها إلى سد مما ترتب عنه قرار بإعادة توطين السكان.

## طاقم التمثيل
- ماري توالا ملونغو في دور مانتوا.
- جيري موفوكينغ وا.
- ماخاولا نديبيلي.
- تسيكو موناهينغ.
- سيفيوي نزيما نتسخي.

## آراء النقاد
حصل الفيلم على موقع روتن توميتوز على نسبة تقييم بلغت 100٪ بناءً على 10 مراجعات، أي بمُتوسط تقييم بلغ 7.50/10.

## الجوائز والترشيحات
خلال حفل توزيع جوائز الأكاديمية الأفريقية للأفلام لسنة 2020، رُشح الفيلم للتنافس على نيل سبع جوائز، فاز منها بأربع جوائز هي جائزة أفضل تصميم أزياء [الإنجليزية] وأفضل تصوير سينمائي [الإنجليزية] وأفضل ممثلة في دور رئيسي وأفضل مخرج.

## روابط خارجية
- هذا ليس دفنا، إنه قيامة على موقع IMDb (الإنجليزية)
- هذا ليس دفنا، إنه قيامة على موقع روتن توميتوز (الإنجليزية)
- هذا ليس دفنا، إنه قيامة على موقع ألو سيني (الفرنسية)
- هذا ليس دفنا، إنه قيامة على موقع فيلمافينيتي (الإسبانية)
- هذا ليس دفنا، إنه قيامة على موقع قاعدة بيانات الفيلم (الإنجليزية)
- هذا ليس دفنا، إنه قيامة على موقع ليتربوكسد (الإنجليزية)
- هذا ليس دفنا، إنه قيامة على موقع كينوبويسك (الروسية)